# Седлиська (гміна Конюша)
Седлиська (пол. Siedliska) — село в Польщі, у гміні Конюша Прошовицького повіту Малопольського воєводства.
Населення — 250 осіб (2011).
У 1975-1998 роках село належало до Краківського воєводства.

## Демографія
Демографічна структура станом на 31 березня 2011 року:
|          | Загалом | Допрацездатний вік | Працездатний вік | Постпрацездатний вік |
| -------- | ------- | ------------------ | ---------------- | -------------------- |
| Чоловіки | 117     | 30                 | 75               | 12                   |
| Жінки    | 133     | 28                 | 81               | 24                   |
| Разом    | 250     | 58                 | 156              | 36                   |